# Frutis sanguineovittata
Frutis sanguineovittata är en insektsart som beskrevs av Stsl 1870. Frutis sanguineovittata ingår i släktet Frutis och familjen Eurybrachidae. Inga underarter finns listade i Catalogue of Life.